# Bucculatrix acrogramma
Bucculatrix acrogramma är en fjärilsart som beskrevs av Edward Meyrick 1919. Bucculatrix acrogramma ingår i släktet Bucculatrix och familjen kronmalar. Inga underarter finns listade i Catalogue of Life.